# Châlons-en-Champagne
Châlons-en-Champagne és un municipi francès, situat al departament del Marne i a la regió del Gran Est, situada a la vora del riu Marne. L'any 2005 tenia 45.400 habitants.
Ha perdut part de la seva antiga funció militar, però ha desenvolupat funcions regionals i industrials. Té indústria alimentària (cerveses, vins escumosos), tèxtil, química, paperera, d'instruments de música i de maquinària agrícola.
Era l'antiga capital dels catalàunics, i el 451 Àtila fou derrotat als seus encontorns. Al segle x esdevingué un estat independent i pròsper sota el govern dels bisbes, fins al segle xiv, s'uní a la monarquia francesa. Des de mitjan segle xix, el nom oficial fou Châlons-sur-Marne, fins que el 1997 recuperà l'antiga denominació.

## Toponímia
Châlons pren el seu nom del poble gal dels Catalauns o gals Catalauni, establert a annex a la zona on també hi hagué el campament romà de La Cheppe(un oppidum o recinte defensiu), també conegut com Camp d'Attila, a setze quilòmetres al nord-est de Châlons, on es creu que es va produir la famosa batalla. Els habitants de Châlons, actualment, s'anomenen Châlonnais i molt probablement són els predecessors dels catalans de la Península Ibèrica, segons afirmen les tesis dels investigadors en cultura celta Fabien Régnier i Jean-Pierre Drouin, tal com s'explica al seu llibre titulat "Les peuples fondateurs à l'origine de la Gaule" (2001).
Antigament, Châlons s'anomenava Cataló o Cathaló, llatinitzat en Catalaunum (o Cathalaunum o Civitas catuuellaunorum, que són els noms que trobem per designaar l'establiment gal·loromà). No se sap quan el topònim es va afrancesar. Es creu que fou a finals de l'Edat Mitjana, que passaria a ser "Chaalons en Champaigne", abans de la invenció de l'accent circumflex, que el va transformar en "Châlons en Champagne". A poc a poc, el topònim “sur Marne” va substituir el de “en Champagne” als mapes. Al llarg del segle XVIII, i fins a principis del segle XIX, conviuen les dues denominacions. Contràriament a la creença popular, no va ser la Revolució la que va canviar el topònim «en Champagne» per «sur Marne».
Fou a partir dels anys 80 que es va configurar un corrent per restituir el seu topònim medieval, no pas l'original (Cataló o Catalaunum), a la ciutat, que va quedar definitivament recuperat el 29 de desembre de 1997. El canvi de nom a Châlons-en-Champagne va ser proposat l'any 1992 a l'aleshores alcalde Jean Reyssier per Hervé Sage. Decidida per primera vegada l'any 1995 pel consell municipal, va ser anul·lada pel Consell d'Estat, el 4 d'abril de 1997, per vici de procediment, abans de ser reintegrada l'any següent17.

## Història
Châlons limita a l'oest amb el Marne, un riu que desemboca al Sena a Charenton-le-Pont. Aquesta via fluvial, per tant, comunica la vila amb París, al qual proveïa de fusta, gra, vi i ovelles, a més de permetre el transport habitual de persones. Al llarg de l'Edat Mitjana, els habitants dels pobles del voltant van treballar per aixecar un recinte de pedra que tancava les cent sis hectàrees de la ciutat. Aquest límit separava dos mons que només durant el dia entraven en contacte per a la supervivència mútua. Al voltant de la ciutat emmurallada, la Champagne oferia a la vista de l'observador les seves vastes superfícies planes, blanques pel guix del seu sòl, les seves lleugeres ondulacions, els seus rius suaument incisos. Els seus vessants eren, encara al segle xviii, coberts de vinyes.
La ciutat fou cruïlla d'intercanvis, parada obligada pel comerç de llarga distància, seu de poders reials i senyorials en un país avançat i proper a l'enemic germànic, atès que la ciutat es trobava a la frontera amb els països d'Alemanya, Barrois i altres països estranys, fortalesa que en tot moment va haver d'aixoplugar una guarnició, ciutat rellevant de la indústria del drapatge i capital d'una gran regió agrícola. Sobretot fins al segle xix, però també en menor mesura encara avui, la població exerceix moltes d'aquestes funcions. El naixement de Châlons va ser il·lustrat per innombrables mites, com per exemple el recollit al llibre d'Auguste Nicaise, titulat "Châlons-sur-Marne i els seus voltants , París, 1861, pàg. 5. Un dels seus autors, cercant d'explicar el primer assentament a prop dels braços del Marne, va escriure que «Châlons com Lutèce haurien sortit del fang» 21 .
Aquesta ciutat mitjana del Marne és la prefectura del departament i la regió, on es troba en una posició central. Seu dels intendents de Champagne sota l' Antic Règim , esdevé la prefectura per voluntat dels revolucionaris d'esborrar la importància històrica de Reims 22 , ciutat dels couronnements.
Capital política i religiosa, dominada pel bisbe-comte i els canonges del capítol de Saint-Étienne, poblada per cada cop més clergues i oficials a mesura que avançava el segle XVI, Châlons també fou una capital econòmica gràcies a la draperia i l'adoberia . Des dels temps moderns, va agafar la cara que ha conservat fins als nostres dies; d'una ciutat de tela, es va convertir en una ciutat pràctica, administrativa, en una regió on l'economia romania profundament lligada a l'activitat agrícola.

## Geografia

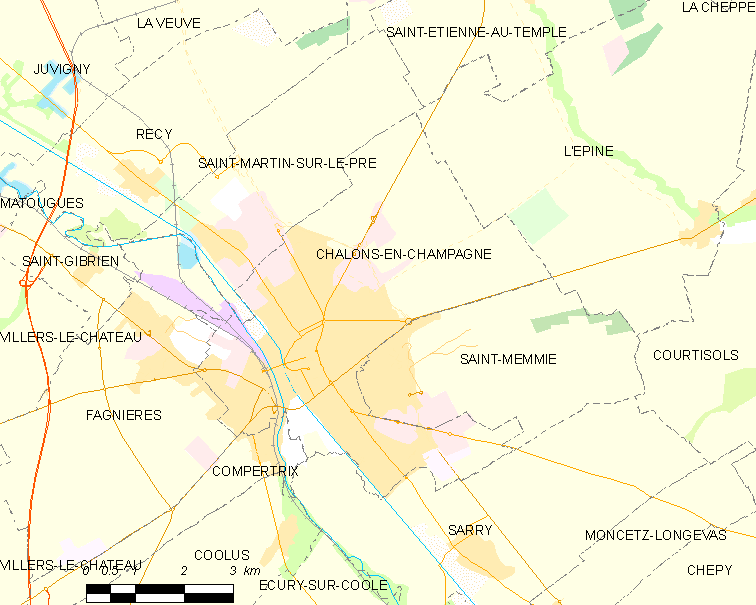
Mapa de la comuna de Châlons-en-Champagne

## Personatges il·lustres
- Pierre Dac (1893-1975), humorista i actor.
- Cabu (1938-2015), historietista i caricaturista.
- Marc Paillet (1918-2000), historiador, escriptor i activista socialista